# Le Potentiel
Le Potentiel est un quotidien généraliste de la République démocratique du Congo en français édité à Kinshasa. Ce tabloïd consacré à l'économie, créé en 1982, est progressivement devenu un journal plus orienté vers la politique à partir de 1990.
Le site du journal comporte vingt-trois rubriques, qui ont cessé d'être actualisées le 7 novembre 2007. Seules quelques dépêches viennent actualiser le site.